# 階相棋
階相棋（Terrace），是Anton Dresden、Buzz Siler在1950年代發明的兩人對戰或四人對戰的棋類遊戲，吃子與勝利方式類似象棋，有在《星艦奇航記：銀河飛龍》出現。

## 棋具
- 棋盤8乘8大小格子，高低不一如梯田，由兩玩家的棋盤右下角朝中心逐層降低，到左下角為最低層，共八層。

- 棋子造型為不同大小的半球型，從最大到最小有五種尺寸。每方共有十六子。
  - 特大（XL）：每方四個。
  - 大（L）：每方四個。
  - 中（M）：每方四個。
  - 小（S）：每方三個。
  - 特小（T）：每方一個。

## 規則
- 棋子排列從各自玩家最底行從左到右開始，是T、S、M、M、L、L、XL、XL。次底行從左到右，是XL、XL、L、L、M、M、S、S。雙方棋子呈鏡射對稱。

- 每方輪流移動一子。移動方式有三種。
  - 往上層的邊鄰或角鄰格移動一格至空棋位。
  - 在本層沿縱線或橫線移動至空棋位，步數不限，可轉直角彎，可穿越己棋，不可穿越敵棋。
  - 往下層的角鄰格斜移一格至同等或尺寸較小的有棋位，并將該棋移除，不論敵我。
  - 往下層的邊鄰格直移一格至空棋位。
- 移除敵方的T為勝，或把己方的T移動到對方的最底層也獲勝。
- 不得將己方的T移動到能被對方移除的棋格，也不得用己方其他棋子將己方的T移除，若輪到行棋的一方無法走棋，算逼和。

## 變體
- 縮小版：差別只在於棋盤為6乘6大小，及沒有XL大的棋子。

- 四人版本：每方八子，各佔據棋盤四邊的中間六格。前後側的玩家最從左到右開始是L、L、M、M、S、T，兩側的玩家最從後到前開始是L、L、M、M、S、T。先輸掉T的玩家剩餘棋子皆移出棋盤。

## 外部連結
- 遊戲介紹 （页面存档备份，存于）
- 軟體下載
- 線上遊戲